# Thomas Hunt Morgan
Thomas Hunt Morgan (ur. 25 września 1866 w Lexington, zm. 4 grudnia 1945 w Pasadenie) – amerykański biolog i genetyk, twórca chromosomowej teorii dziedziczności, laureat Nagrody Nobla w dziedzinie fizjologii i medycyny w 1933 roku.

## Życiorys
W 1886 roku ukończył zoologię na Uniwersytecie Kentucky. Następnie kontynuował studia podyplomowe na Uniwersytecie Johnsa Hopkinsa, pod kierunkiem W.K. Brooksa (morfologia) i H. Newella Martina (fizjologia); w 1890 uzyskał tam tytuł doktora. W latach 1891–1904 był profesorem zoologii w Bryn Mawr College. Swoje najważniejsze prace wykonywał w latach 1904–1928, będąc profesorem zoologii doświadczalnej na Uniwersytecie Columbia. W latach 1928–1945 profesor biologii i dyrektor zorganizowanych przez siebie laboratoriów G. Kerckhoffa w California Institute of Technology w Pasadenie. W późniejszych latach miał swoje prywatne laboratorium w Corona del Mar w Kalifornii.
W latach 1892–1909 zajmował się zagadnieniami embriologii doświadczalnej. W 1909 roku Morgan wraz ze współpracownikami – Hermannem Josephem Mullerem, Calvinem Bridgesem i Alfredem Sturtevantem rozpoczął eksperymenty na wywilżnie karłowatej, które wykazały, że nośnikami genów są chromosomy. Jego odkrycia zmodyfikowały prawa Mendla. W 1911 roku powstały pierwsze mapy chromosomów. Za swoje odkrycia dotyczące roli chromosomu w dziedziczności otrzymał w 1933 roku Nagrodę Nobla w dziedzinie fizjologii lub medycyny. Laureat Medalu Copleya (1939).
Do jego najważniejszych publikacji książkowych należy wydana wraz z zespołem współpracowników The Mechanism of Mendelian Heredity (1915), w której zawarł chromosomową teorię dziedziczności oraz The Theory of the Gene (1926).

## Publikacje
(wg źródeł)
- Heredity and Sex (1913)
- The Mechanism of Mendelian Heredity (1915)
- The Physical Basis of Heredity (1919)
- Embryology and Genetics (1924)
- Evolution and Genetics (1925)
- The Theory of the Gene (1926)
- Experimental Embryology (1927)
- The Scientifc Basis of Evolution (1932)